# Ionoff Music
Ionoff Music — лейбл звукозаписи, основанный в 2017 году, главной целью которого является позиционирование, продвижение и финансирование записей. Подписантами лейбла являются такие музыкальные коллективы, как «Эйфория», «Ритуальные услуги», «Хозяйственное мыло», певица «порношансона» Альбина Сексова, «Небопадает» и другие.

## История
В 2017 году Александр Ионов создал, по его словам, петербургский «антилейбл» Ionoff Music, объяснив причину такого названия тем, что он «не хотел быть какой-то штукой, которая печатает диски и что-то подобное делает». Также он заявил, что данное наименование является «игрой слов», что «старая концепция лейбла ушла в прошлое». По данным интернет-издания «Бумага», первые записи, выпущенные на Ionoff Music, были «спорными по качеству», однако это не помешало Александру Ионову развиваться далее в данном направлении.
Летом 2019 года на музыкальном фестивале Stereoleto открыли сцену Ionoteka, на которой выступили подписанты Ionoff Music. 6 сентября того же года лейбл провёл шоукейс в Москве на двух столичных площадках: «Китайский Лётчик Джао Да» и Downhouse Bar. На нём выступило 38 резидентов лейбла.

## Отзывы
Денис Бояринов, обозреватель российского интернет-издания Colta.ru, во время интервью с Александром Ионовым назвал песни и их наименования, выпускаемые лейблом Ionoff Music, «странными», сказав при этом, что среди композиций лейбла преобладает «плохая» музыка. Александр ответил Денису так: «Я бы назвал эту музыку „другой“, и тут уже налицо твоё „стариковское ворчание“: мол, раньше было лучше и так далее. Это банально: предыдущее поколение критикует новое». Также он заявил, что он записывает и издаёт музыку, зачастую сыгранную молодыми ребятами «без виртуозных навыков, сделанную скорее „от души“, чем от великого ума или умения». На сайте петербургского журнала «Собака.ru» отметили, что часть групп, выпускающихся на лейбле, «по-настоящему цепляют», а другая часть — «откровенный треш».

## Награды и номинации
| Год  | Награда            | Категория  | Результат | Прим.  |
| ---- | ------------------ | ---------- | --------- | ------ |
| 2018 | Jager Music Awards | Лейбл года | Победа    | [ 9 ]  |
| 2019 | Jager Music Awards | Лейбл года | Номинация | [ 10 ] |